# Éruption volcanique de 1808
L'éruption volcanique de 1808 ou de 1809 est un évènement volcanique majeur (d'indice d'explosivité volcanique 6) dont la localisation géographique reste inconnue. Elle est mise en évidence en 1991 par l'étude des carottes de glace au Groenland et en Antarctique.

## Recherche

### Carottes de glace
L'étude des carottes de glace provenant du Groenland et d'Antarctique fournit, via les bulles d'air prisonnières de chaque strate hivernale, une « archive » de la composition de l'atmosphère. La présence de sulfates et de cendres atteste des éruptions volcaniques. Un pic de sulfate présent dans les deux régions polaires, à l'hiver 1808-1809, a été observé, avec une amplitude à peine moindre que celle qui caractérise l'éruption du Tambora en 1815. Cela laisse deux hypothèses : soit une éruption majeure dans la zone intertropicale contaminant l'ensemble de l'atmosphère et laissant des traces au Groenland et en Antarctique, soit des éruptions moindres, survenant la même année dans les deux régions polaires. En 1991, la première hypothèse est privilégiée. L'éruption a provoqué un hiver volcanique avec un refroidissement marqué du climat pendant plusieurs années.

### Estimations de la date
Francisco José de Caldas, astronome colombien, consigne le 11 décembre 1808 la présence au-dessus de Bogota d'un nuage de fumée qui masque le soleil. La description qu'il en fait est concordante avec un aérosol d'acide sulfurique suivant une éruption volcanique. Au Pérou, Hipólito Unanue enregistre des observations similaires. En 2014, Caroline Williams, de l'université de Bristol, et son doctorant Alvaro Guevara-Murua regroupent l'ensemble des témoignages contemporains (dont ceux de Caldas et d'Unanue) et arrivent à la conclusion que l'éruption a eu lieu entre le 27 novembre et le 14 décembre 1808. 
D'autres chercheurs (Cole-Dai, 2010 ; Sigl et al., 2013, 2015 ; Plummer et al., 2012) estiment que l'éruption a eu lieu vers février 1809, avec une marge d'erreur de quatre mois. Chenoweth (2001) propose la date de mars à juin 1808.

### Estimations du lieu
Si nombre de volcans se trouvent au Pérou, en Équateur et au Chili, il est peu probable que l'un d'eux soit le site de l'éruption : un événement aussi violent aurait très certainement été consigné par les autorités coloniales espagnoles. Le site de l'éruption est probablement un volcan situé dans une région peu habitée (à l'époque), de l'archipel Indonésien, de Nouvelle-Guinée ou de Polynésie.
La tradition orale de l'île Savo, dans l'archipel des Salomon, rapporte une éruption volcanique qui tua presque toute la population. Il pourrait s'agir de l'éruption de 1808, mais cette identification n'est qu'une conjecture, la tradition orale ne permettant pas de dater l'évènement.

## Caractéristiques
L'éruption mystérieuse de 1808 ou 1809 est la troisième éruption la plus puissante depuis 1500. Sa puissance est estimée au double de l'éruption du Pinatubo en 1991. Les températures dans la région tropicale ont fortement baissé à la suite de cette éruption (de manière similaire à l'hiver volcanique provoqué par l'éruption du Tambora en 1815).